# Seal (Regno Unito)
Seal è un villaggio e parrocchia civile dell'Inghilterra, appartenente alla contea del Kent.